# Garcia (kommun)
Garcia är en kommun i Spanien.   Den ligger i provinsen Província de Tarragona och regionen Katalonien, i den östra delen av landet, 400 km öster om huvudstaden Madrid. Antalet invånare är 592. Arean är 52 kvadratkilometer. Garcia gränsar till La Torre de l'Espanyol, El Molar, El Masroig, Els Guiamets, Tivissa, Móra la Nova, Móra d'Ebre, Ascó och Vinebre. 
Terrängen i Garcia är kuperad åt nordväst, men åt sydost är den platt.